# Franz Roubal
Franz Roubal (* 25. Juli 1889 in Wien; † 9. Februar 1967 in Irdning) war ein österreichischer Landschafts- und Tiermaler sowie Bildhauer.

## Leben und Werk
Roubal studierte 1906 bis 1914 an der Akademie der bildenden Künste in Wien unter Christian Griepenkerl und an der Meisterschule unter Rudolf Bacher. 1913 erhielt er den Spezialschulpreis für ein großes Tiergemälde; 1914 wurde bei ihm im Auftrag des Barons Max Guttmann ein historisches Wandgemälde für den Sitzungssaal des Rathauses in Rottenmann bestellt, welches den Jagdzug des Kaisers Maximilian I. darstellt. Für die Ausführung dieses Werkes erhielt Roubal den Rompreis.
Als Bildhauer schuf Roubal hauptsächlich Tierplastiken, in der Hauptsache waren dies Rekonstruktionen von prähistorischen Tieren. Weiters lieferte er zahlreiche Illustrationen für zoologische Werke.
Er stellte auf der Herbstausstellung 1932 im Wiener Künstlerhaus die Ölgemälde Motiv aus Obersteier und Gimpel im Schnee aus. Weiters war Franz Roubal Mitglied der Genossenschaft Bildender Künstler Steiermarks.
Auf den vom Steirischen Jagdschutzverein ausgegebenen Jägerbrief sind ebenfalls von Roubal gezeichnete Jagdmotive abgebildet.

## Werke (Auszug)
- Ausmarschierende Soldaten: Soldaten vor der Karlskirche in Wien, um 1914, Öl auf Karton, ca. 45 × 75 cm, Heeresgeschichtliches Museum, Wien